# Harapan Mukti
Harapan Mukti is een bestuurslaag in het regentschap Mesuji van de provincie Lampung, Indonesië. Harapan Mukti telt 3677 inwoners (volkstelling 2010).